# Buckland (Gloucestershire)
Pour les articles homonymes, voir Buckland.
Buckland est une paroisse civile et un village du Gloucestershire, en Angleterre.